# Zielony szlak turystyczny Chańcza – Pielaszów
Zielony szlak turystyczny Chańcza – Pielaszów – szlak turystyczny okolic Opatowa i Sandomierza.

## Przebieg szlaku
| Odległość | Atrakcje                                                                             | Punkt           | Skrzyżowania szlaków   |
| --------- | ------------------------------------------------------------------------------------ | --------------- | ---------------------- |
| 0 km      |                                                                                      | Chańcza PKS     | Szydłów – Widełki      |
| 5 km      |                                                                                      | Korytnica PKS   | Szydłów – Widełki      |
| 10 km     | kościół · klasztor · dwór · cmentarz                                                 | Kurozwęki PKS   |                        |
| 17 km     | kościół · kaplica · zabytek · dwór · cmentarz · cmentarz żydowski                    | Staszów PKS     |                        |
| 21 km     |                                                                                      | Golejów PKS     |                        |
| 24 km     | ruiny · kościół · klasztor · kaplica · zabytek · dwór                                | Rytwiany        |                        |
| 40 km     | kościół · kaplica · zabytek · cmentarz · cmentarz żydowski · kopiec · punkt widokowy | Połaniec PKS    |                        |
| 53 km     |                                                                                      | Ossala          |                        |
| 55 km     | kościół                                                                              | Niekrasów       |                        |
| 62 km     | kościół · zabytek                                                                    | Osiek PKS       |                        |
| 71 km     | kościół                                                                              | Sulisławice PKS |                        |
| 81 km     | kościół · klasztor · zabytek judaizmu                                                | Klimontów PKS   | Gołoszyce – Piotrowice |
| 86 km     |                                                                                      | Góry Pęchowskie |                        |
| 91 km     | kościół                                                                              | Goźlice         |                        |
| 101 km    | kościół · zabytek                                                                    | Kleczanów       |                        |
| 104 km    | ruiny · zabytek                                                                      | Międzygórz      |                        |
| 110 km    |                                                                                      | Pielaszów PKS   | Gołoszyce – Dwikozy    |

## Galeria

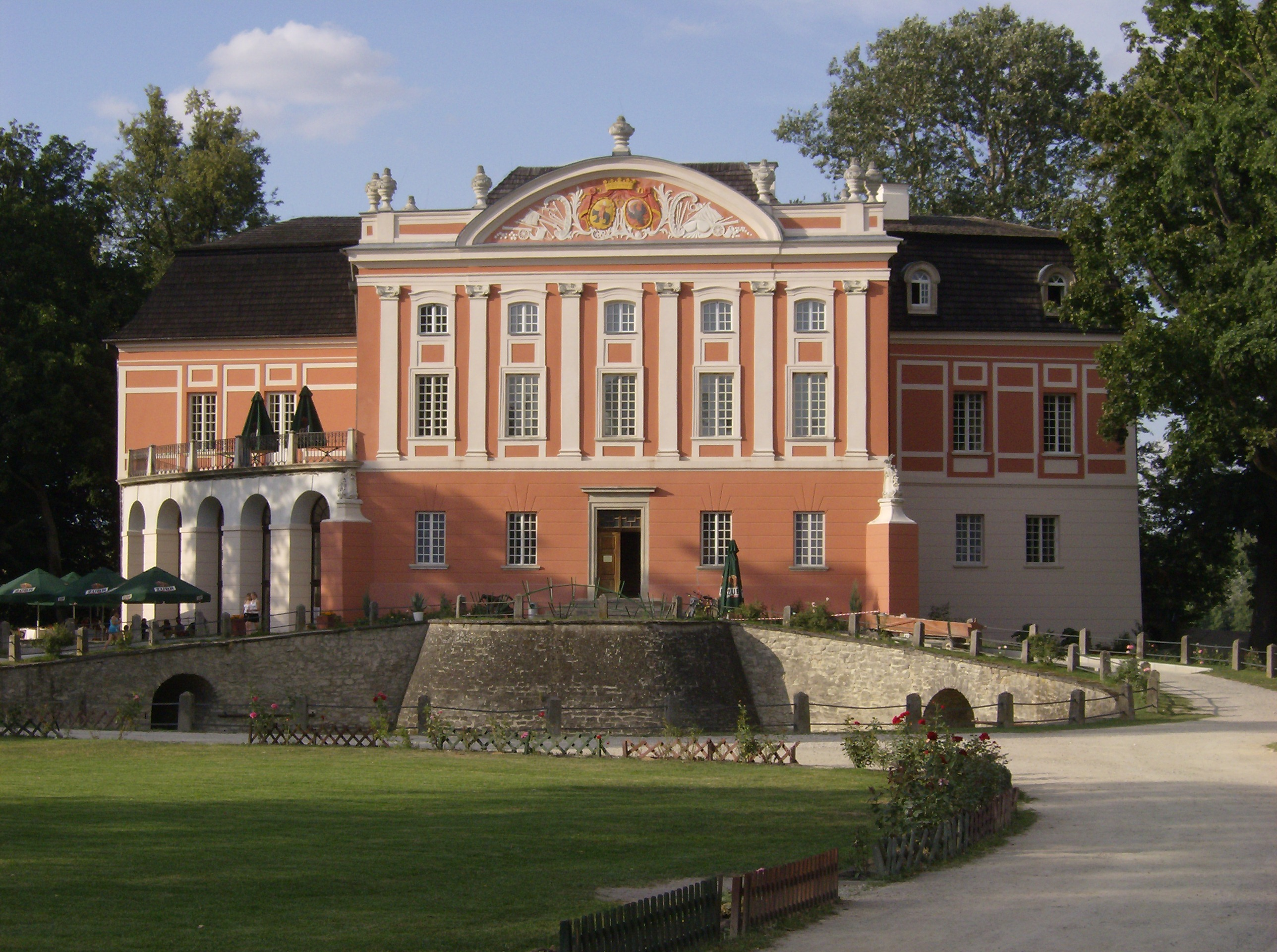
Pałac w Kurozwękach
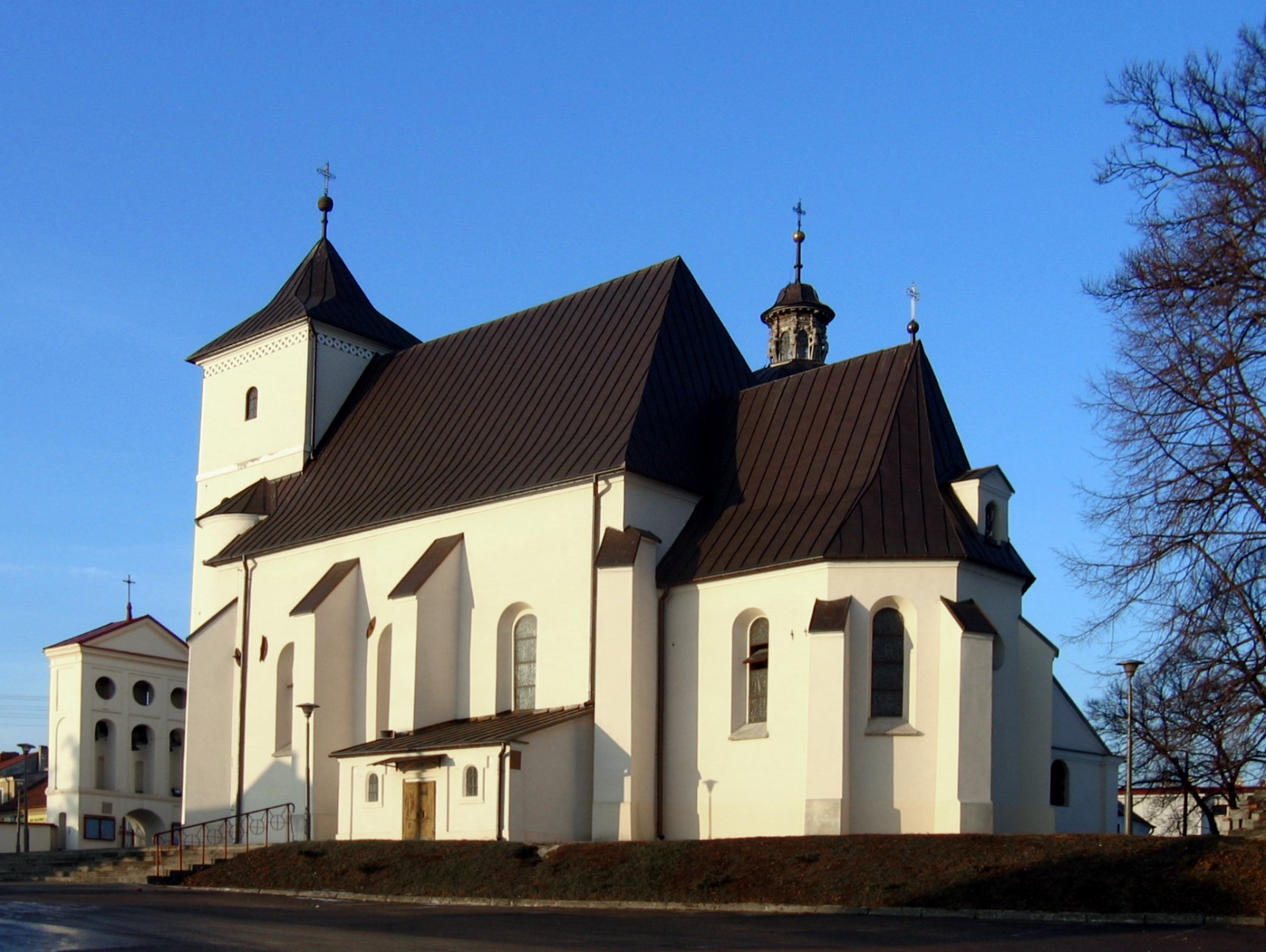
Kościół pw. św. Bartłomieja w Staszowie
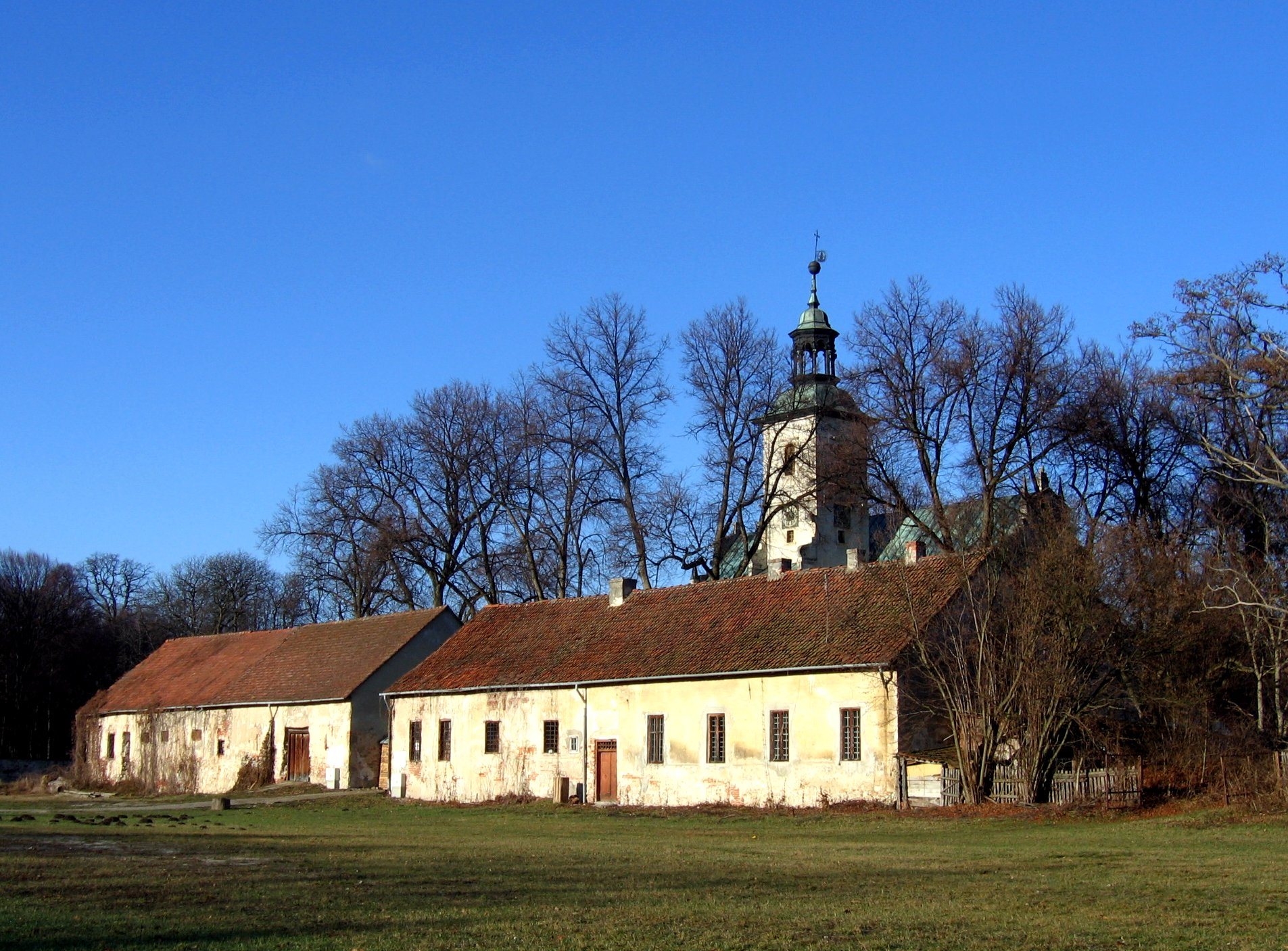
Klasztor pokamedulski w Rytwianach
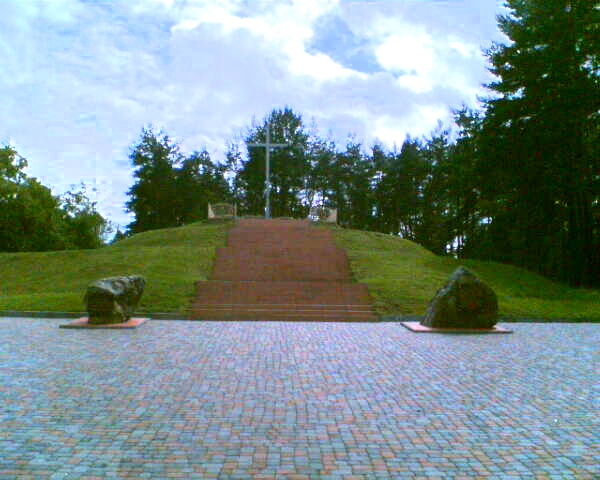
Kopiec Kościuszki w Połańcu
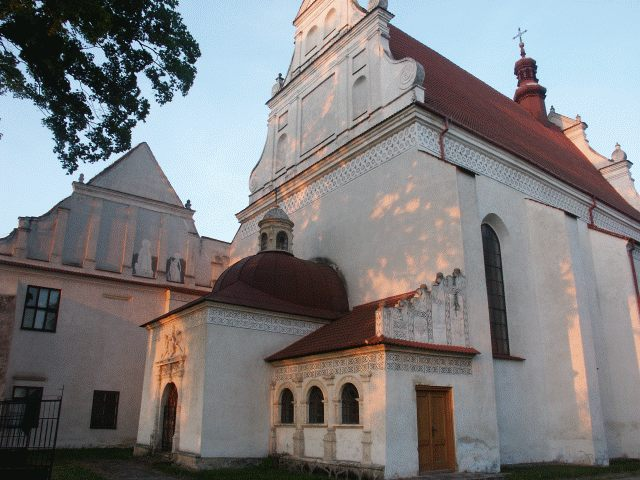
Kościół i klasztor podominikański w Klimontowie
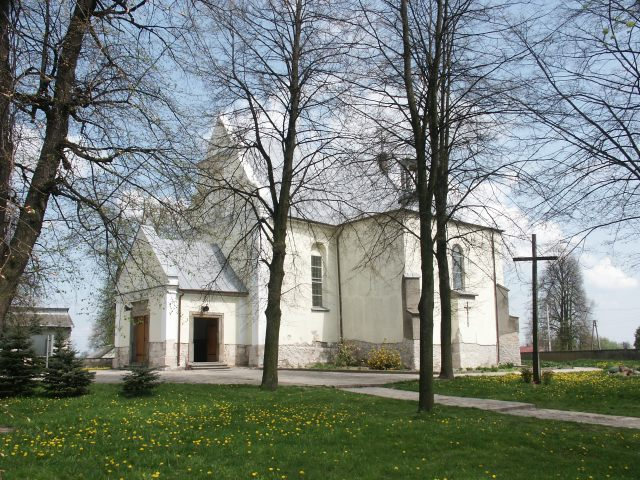
Kościół parafialny pw. Wniebowzięcia NMP w Goźlicach
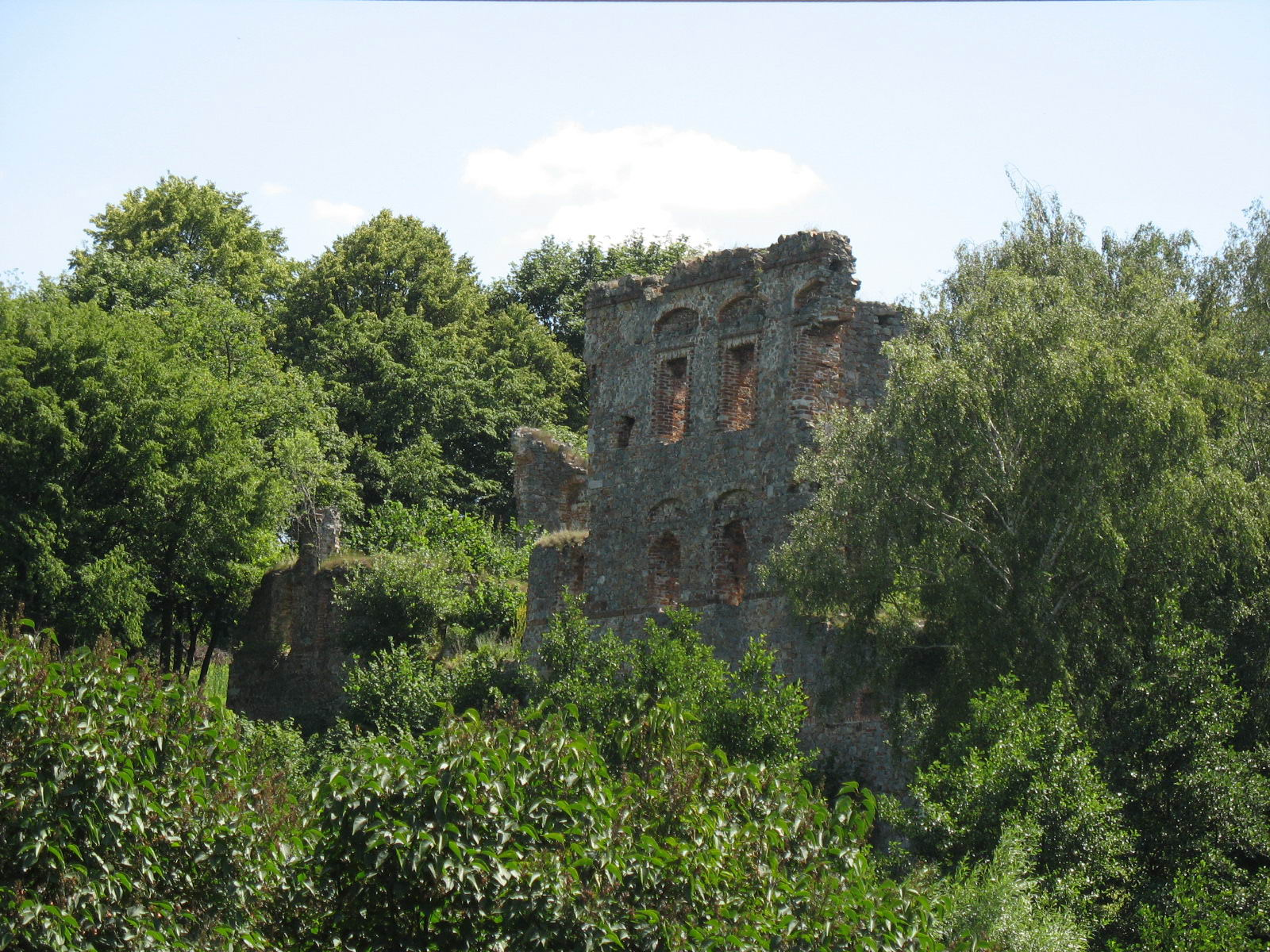
Ruiny zamku w Międzygórzu